# Agamunda

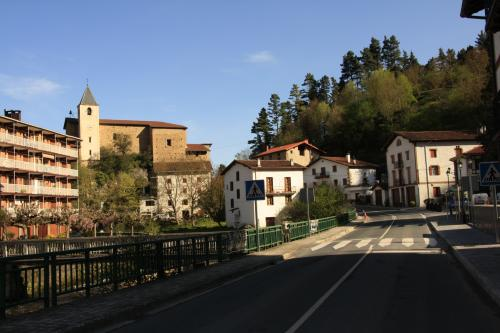
Quartier de San Gregorio à Ataun

Agamunda est un gouffre à Ataun, un village dans la province du Guipuscoa (Pays basque), où demeurent des génies. Il est l'objet de plusieurs légendes. On connaît bien ses cavités souterraines qui vont jusqu'à la cuisine de la maison d'Andralizeta et au pont d'Ergoone ou d'Arbeldi.
Ses cavités sont situées entre le quartier de San Gregorio et d'Aia.